# Cratere Graecina
Graecina è un cratere sulla superficie di 4 Vesta.